# Gynoplistia (Gynoplistia) incisa
Gynoplistia (Gynoplistia) incisa is een tweevleugelige uit de familie steltmuggen (Limoniidae). De soort komt voor in het Australaziatisch gebied.